# Дандре-Бардон, Мишель-Франсуа
Мишель-Франсуа Дандре-Бардон, или Мишель-Франсуа д’Андре-Бардон (фр. Michel-François Dandré-Bardon, ou Michel-François d'André-Bardon; 22 мая 1700 года, Экс-ан-Прованс — 13 апреля 1783, Париж) — французский живописец академического направления, рисовальщик, гравёр и историк искусства.

## Биография
Будущий художник родился в Экс-ан-Провансе, на юге Франции, происходил из дворянского сословия. Его отец, Оноре д’Андре, был третьим консулом Экс-ан-Прованса (1698—1699) и прокурором страны. От брака с Маргаритой де Бардон, единственной дочерью дворянина Луи Бардона, у него было пятеро детей, три девочки и два мальчика.
Мишель-Франсуа изучал право в Экс-ан-Провансе, затем отправился в Париж, где посещал занятия в Королевской академии живописи и скульптуры. Чума, свирепствовавшая в Марселе и окрестностях в 1720 году, вынудила его остаться в Париже дольше, чем предполагалось. Он обучался у живописца Жана-Батиста ван Лоо, который, посетив Экс-ан-Прованс в 1712 году, был знаком с семьёй Андре; он написал портрет Оноре д’Андре, отца Мишеля-Франсуа. В 1723 году Дандре-Бардон устроился учеником в мастерскую Жана-Франсуа де Труа.
После первой неудачи в 1724 году Мишель-Франсуа в 1725 году подал вторую заявку в Академию на Римскую премию и получил вторую премию, уступив Луи-Мишелю ван Лоо. Благодаря вмешательству Луи-Антуана де Пардайяна де Гондрина, герцога Антинского, он был отправлен во Французскую академию в Риме при условии, что его родители оплатят расходы на проезд и питание. 26 июня 1726 года Николя Влёйхельс, директор Французской академии в Риме, принял Дандре-Бардона, написавшего картину «Август преследует вымогателей». Эта работа, написанная с обеих сторон на одном холсте, будет отправлена в Экс-ан-Прованс и вывешена в зале заседаний Счётной палаты так, чтобы её можно было видеть с обеих сторон. В начале 1731 года Дандре-Бардону пришлось покинуть Рим и вернуться во Францию, но перед этим он пробыл около полугода в Венеции.
В марте и октябре 1732 года умерли родители Мишеля-Франсуа. В завещании он назван универсальным прямым наследником при условии, что он будет носить имя и герб своей матери, урождённой Бардон: впоследствии он будет писать свое имя как «Дандре-Бардон».
В 1734 году он покинул Экс-ан-Прованс и отправился в Париж, чтобы подготовиться к поступлению в Королевскую академию живописи и скульптуры, куда он был принят 30 апреля 1735 года и где он учился рядом с выдающимися художниками своего времени: Жаном Батистом Симеоном Шарденом, Николя де Ларжильером и Александром-Франсуа Депортом.
Болезнь его друга Жана-Луи д’Арно, управлявшего семейным имуществом, вынудила его в 1741 году покинуть Париж и поселиться в Экс-ан-Провансе. В 1742 году он работал над украшением церкви Нотр-Дам-де-л’Ассомсьон в Ламбеске, затем в 1743 году он написал несколько картин для своего друга Жана-Батиста Бойе де Фонколомба, позднее они были приобретены Музеем Гране. Для оформления главного зала заседаний Университета Экс-ан-Прованса в 1744 году он создал серию исторических картин (не сохранились).
Его репутация распространилась как в родном городе, так и в Марселе, он был назначен «художником галер» (peintre des galères) морского ведомства и 25 ноября 1750 года был избран в Академию изящных искусств Марселя, которая впоследствии стала Академией Марселя.
Вместе с другими деятелями искусства, такими как живописцы Жан-Жозеф Капеллер и Этьен Муленнёф, а также скульптор Жан-Мишель Вердигье, он представил проект создания такой академии на утверждение губернатора Прованса герцога Виллара. Последний 28 декабря 1752 года одобрил идею и разрешил проводить заседания академического собрания в помещении галерного арсенала.
Патентной грамотой Людовика XV от 18 февраля 1780 года компетенция Академии живописи и скульптуры Марселя была распространена на архитектуру, и она стала называться Академией живописи, скульптуры, гражданской и морской архитектуры, получив права филиала Королевской академии живописи и скульптуры в Париже.
В 1752 году Дандре-Бардона вызвали в Париж, где он был назначен профессором Королевской академии. В Парижском салоне 1753 года он представил свою последнюю картину «Смерть Сократа» (ныне в частном собрании). 15 февраля 1755 года Дандре-Бардон получил должность профессора истории и географии в Королевской школе привилегированных учеников (l’École royale des élèves protégés).
Культурный человек, он был не только живописцем и гравёром, но также поэтом и музыкантом-любителем. Он также стал одним из заметных историков искусства XVIII века, написав несколько работ. Дандре-Бардон умер в Париже в 1783 году. Траурная речь в Академии Марселя была произнесена 6 апреля 1785 года секретарём Академии Домиником Одибером.

## Галерея

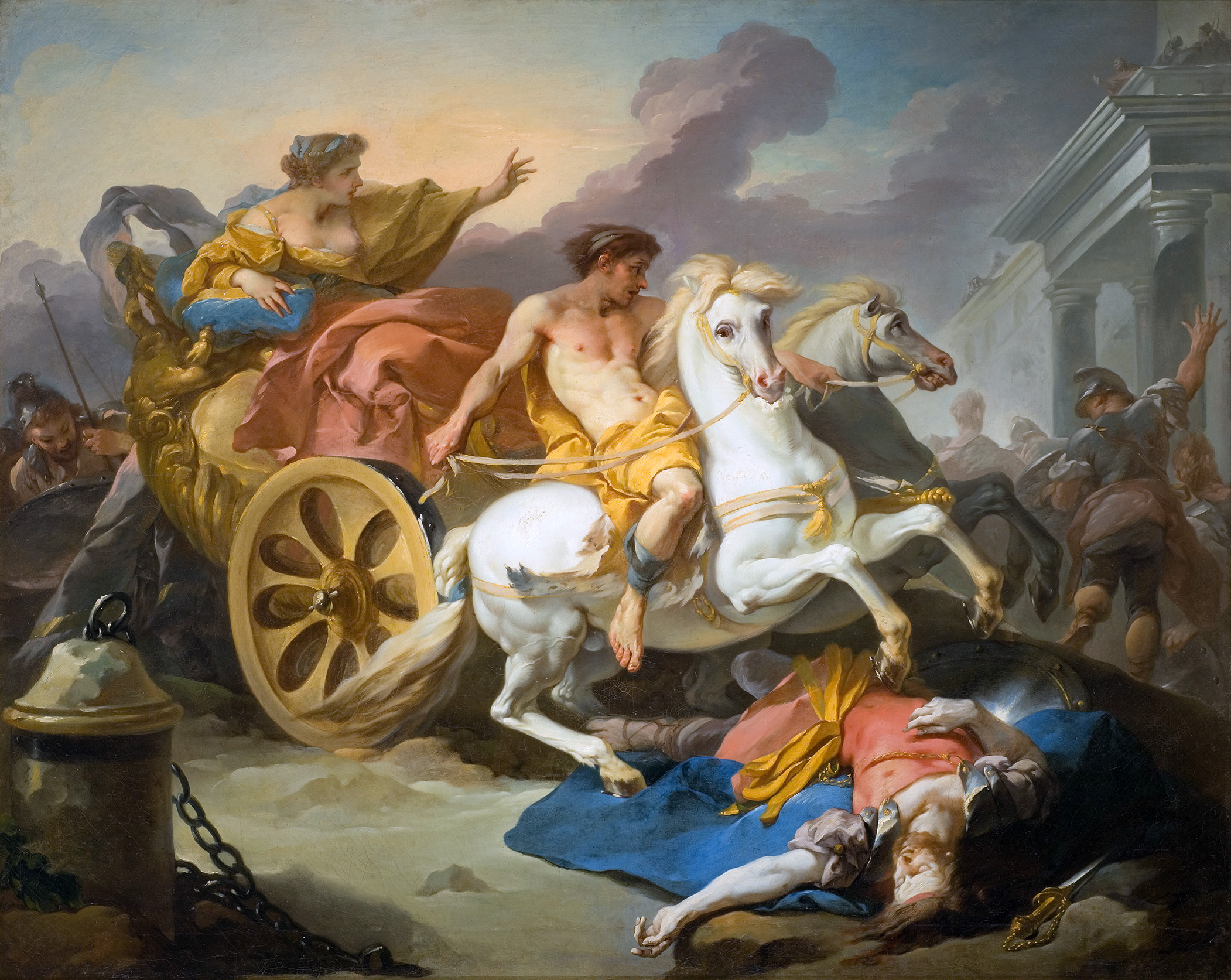
Туллия Младшая переезжает на колеснице тело своего отца. 1735. Холст, масло. Музей Фабра, Монпелье
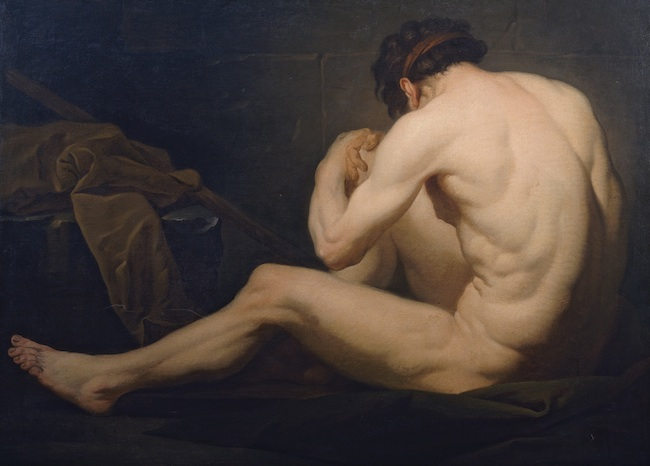
Натурщик. Академическая штудия. Холст, масло. Музей изобразительных искусств, Марсель
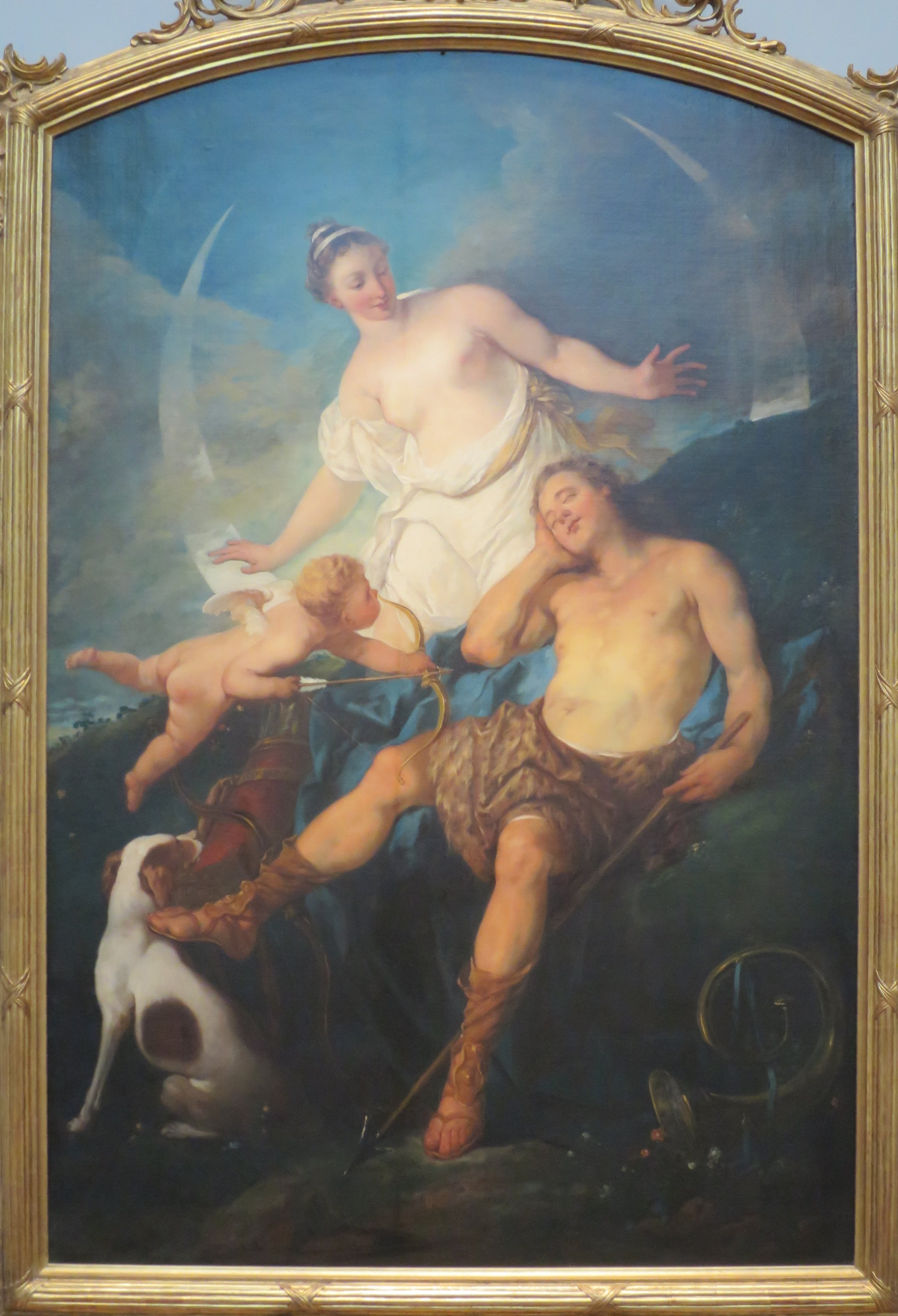
Диана и Эндимион. 1726. Холст, масло. Музей изобразительных искусств Сан-Франциско, США
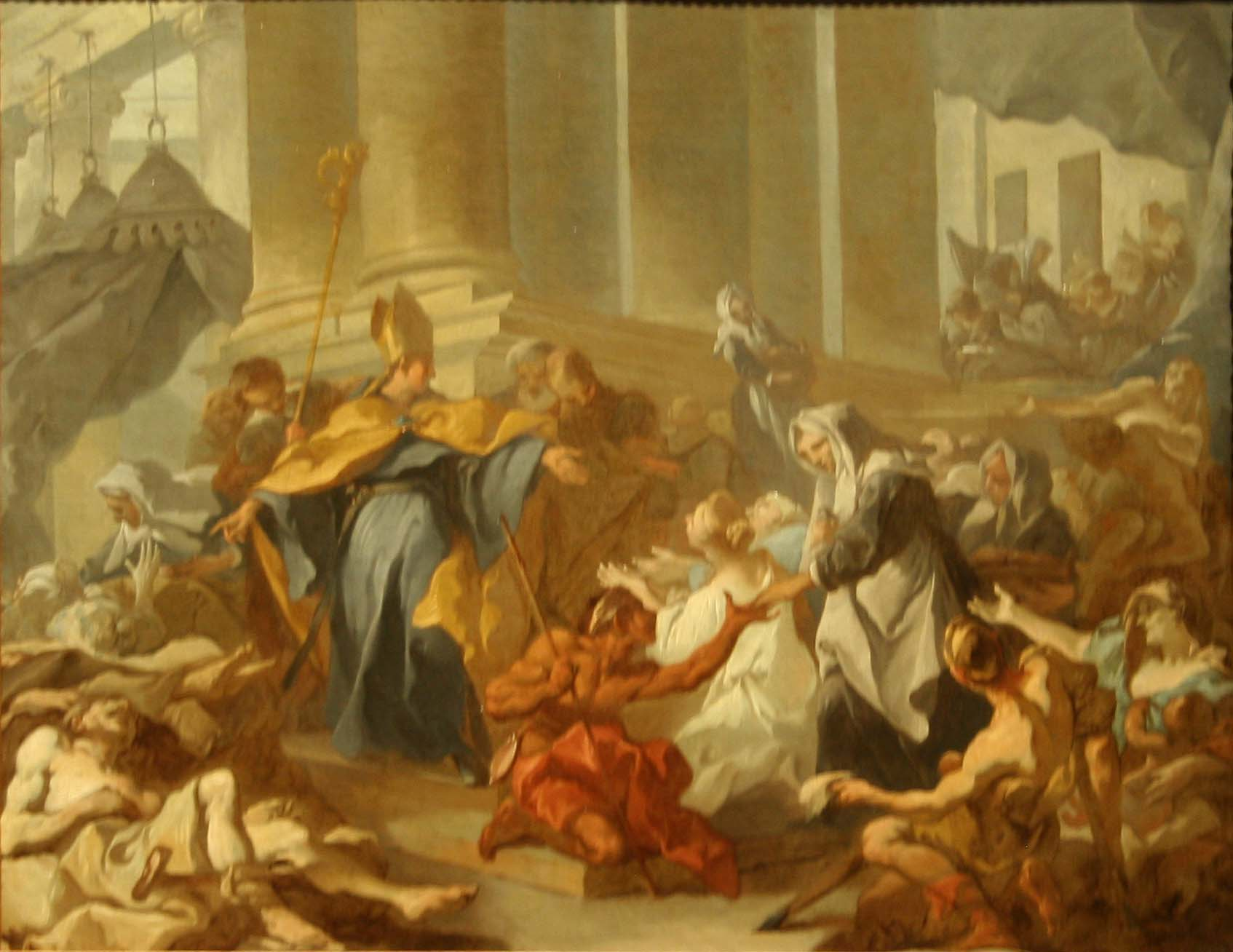
Добрые дела дочерей Святого Фомы из Вильянуэвы. Холст, масло. Музей изобразительных искусств, Марсель
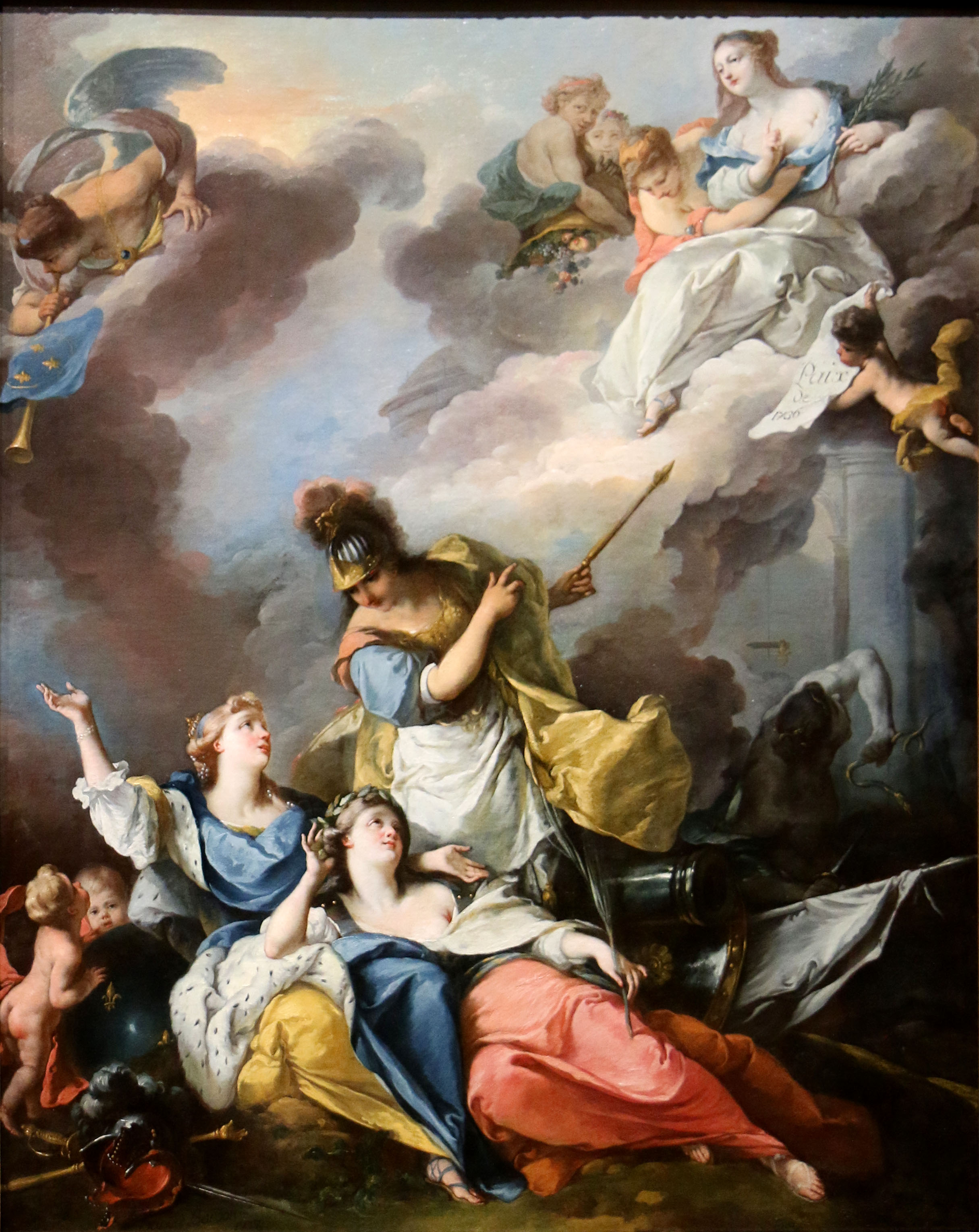
Аллегория Венского мира. 1737. Холст, масло. Музей изобразительных искусств, Марсель
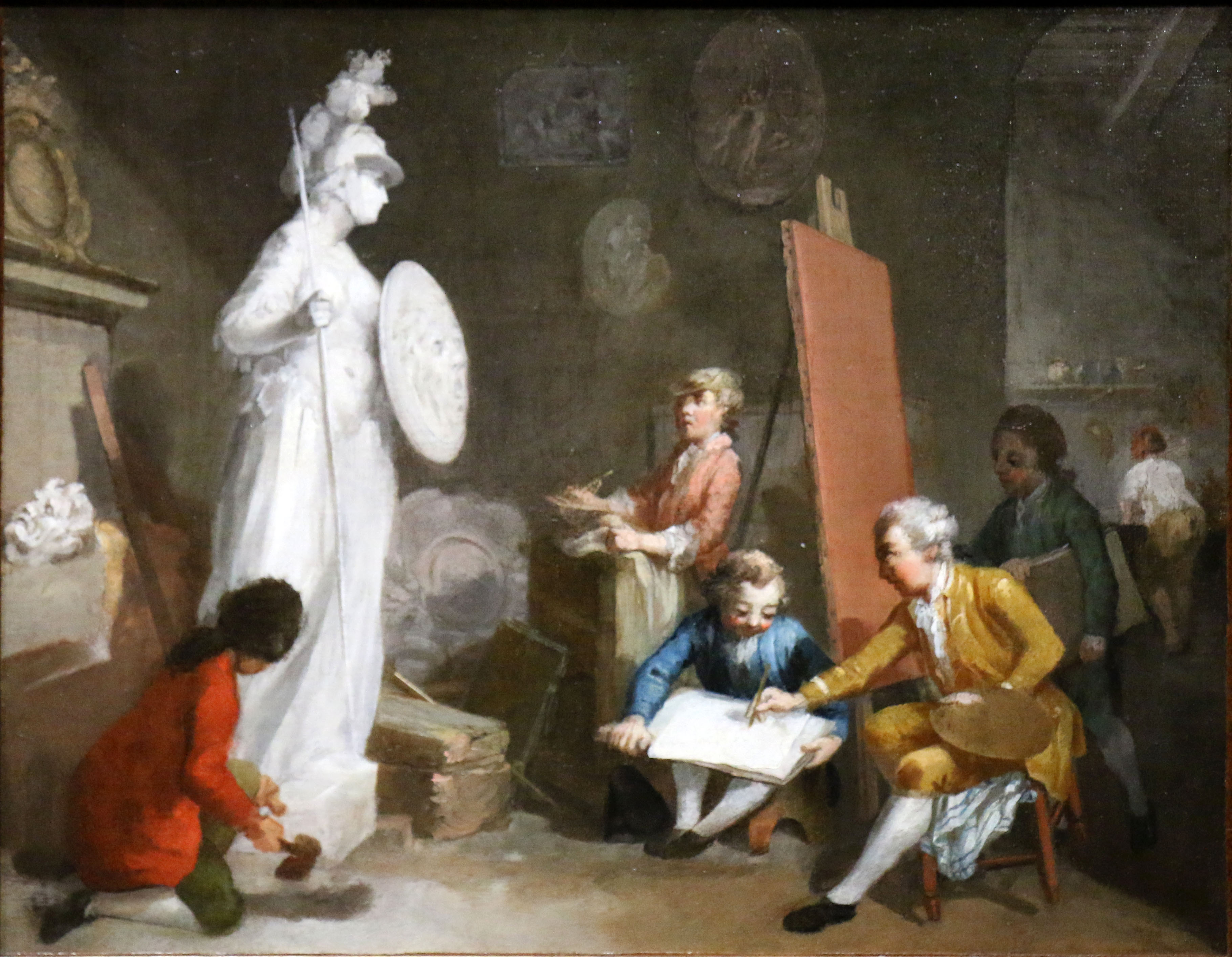
Ателье художника. Холст, масло. Музей изобразительных искусств, Марсель